# Comperiella ponticula
Comperiella ponticula är en stekelart som beskrevs av Prinsloo och Annecke 1976. Comperiella ponticula ingår i släktet Comperiella och familjen sköldlussteklar.
Artens utbredningsområde är Namibia. Inga underarter finns listade i Catalogue of Life.